# براندون بيكر
براندون بيكر (بالإنجليزية: Brandon Baker)‏ مواليد 28 أبريل 1985 في آناهايم، الولايات المتحدة، هو ممثل أمريكي بدأ مسيرته الفنية سنة 1996. درس في جامعة كاليفورنيا. من أعماله بوسطن العامة والوحدة.

## روابط خارجية
- براندون بيكر على موقع IMDb (الإنجليزية)
- براندون بيكر على موقع ألو سيني (الفرنسية)
- براندون بيكر على موقع أول موفي (الإنجليزية)
- براندون بيكر على موقع إن إن دي بي (الإنجليزية)
- براندون بيكر على موقع قاعدة بيانات الفيلم (الإنجليزية)
- براندون بيكر على موقع كينوبويسك (الروسية)